# Церковь Николая Чудотворца (Середниково)
Церковь Николая Чудотворца — православный храм Шатурского благочиния Московской епархии. Расположен в селе Середниково Шатурского района Московской области.

## История
В 1798 году в Середникове построили деревянную церковь во имя святителя Николая Чудотворца.
В 1822 году церковь сгорела, а в 1836 она была восстановлена по плану архитектора Больдемана.
В 1849 году была пристроена колокольня.
В 1882 году был построен новый каменный храм с приделами на правой стороне — Спасителя, на левой стороне — в честь иконы Божией Матери «Всех скорбящих Радость».
По данным 1890 года в состав прихода, кроме села, входили деревни: Самойлиха, Бармино, Терехово, Гаврино и Бабынино.
В 1937 году храм закрыли, здание использовалось под совхозный гараж, затем под склад удобрений.
В 1990-х перед кладбищем построена рубленная деревянная часовня иконы Божией Матери «Всех Скорбящих Радость».
С 2004 года ведутся восстановительные работы здания самого Никольского храма, и в 2005 году была совершена первая литургия.